# Marcelo Canales
Jesús Marcelo Canales Cálix (La Ceiba, Atlántida, Honduras; 6 de enero de 1991) es un futbolista hondureño. Juega de mediocampista y su actual club es el Vida de la Liga Nacional de Honduras.

## Trayectoria

### Vida
Hizo su debut profesional en el 2011 a los 20 años de edad. Fue a mediados del año 2013 que comenzó a darse a conocer, convirtiéndose en figura del  Vida. Se estrenó como goleador del equipo "cocotero" el 24 de agosto de 2014, en un partido en el que su equipo perdió por 2-1 ante el Victoria. El 31 de agosto de 2015 le hizo un doblete al Olimpia en el Estadio Tiburcio Carías Andino, siendo la figura en aquel partido que su equipo ganó por 3-2 y de igual manera rompiendo un récord para el Vida, que desde hacía 21 años no le ganaba como visitante al Olimpia.

### Olimpia
El 29 de julio de 2016 se confirmó su traspaso en un 80% al Olimpia por U$D 800.000, la contratación más cara en la historia de la liga hondureña entre dos clubes nacionales, firmando un contrato de 3 años.

### Regreso a Vida
El 15 de enero de 2019 fue cedido a préstamo por seis meses al Vida, club que terminó firmándolo por seis meses más cuando concluyó su cesión.

### Motagua
El 15 de diciembre de 2019 fue anunciado un principio de acuerdo entre Motagua y Canales, convirtiéndose en el segundo refuerzo de la institución azul profundo hacia el 2020.

## Selección nacional
Ha sido internacional con la selección de fútbol de Honduras. El 18 de mayo de 2016 recibió su primera convocatoria para el partido amistoso frente a su similar de Argentina en el Estadio San Juan del Bicentenario. Debutó el 8 de octubre de 2016 durante un amistoso contra Belice en Belmopán. El 12 de enero de 2017 se anunció que canales había sido convocado para disputar la Copa Centroamericana 2017 con Honduras.

### Goles internacionales
| #  | Fecha                  | Lugar                                                    | Rival  | Goles | Resultado | Competición |
| -- | ---------------------- | -------------------------------------------------------- | ------ | ----- | --------- | ----------- |
| 1. | 2 de noviembre de 2016 | Estadio Olímpico Metropolitano, San Pedro Sula, Honduras | Belice | 5-0   | 5–0       | Amistoso    |

## Estadísticas
| Club             | Temporada     | Liga  | Liga  | Copa Nacional | Copa Nacional | Copa Internacional | Copa Internacional | Total | Total |
| Club             | Temporada     | Part. | Goles | Part.         | Goles         | Part.              | Goles              | Part. | Goles |
| ---------------- | ------------- | ----- | ----- | ------------- | ------------- | ------------------ | ------------------ | ----- | ----- |
| Vida Honduras    | 2010/11       | 3     | 0     | -             | -             | -                  | -                  | 3     | 0     |
| Vida Honduras    | 2011/12       | 8     | 0     | -             | -             | -                  | -                  | 8     | 0     |
| Vida Honduras    | 2012/13       | 9     | 0     | -             | -             | -                  | -                  | 9     | 0     |
| Vida Honduras    | 2013/14       | 14    | 0     | -             | -             | -                  | -                  | 14    | 0     |
| Vida Honduras    | 2014/15       | 24    | 3     | -             | -             | -                  | -                  | 24    | 3     |
| Vida Honduras    | 2015/16       | 39    | 5     | -             | -             | -                  | -                  | 39    | 5     |
| Vida Honduras    | Total         | 97    | 8     | 0             | 0             | 0                  | 0                  | 97    | 8     |
| Olimpia Honduras | 2016/17       | 12    | 0     | 0             | 0             | 1                  | 0                  | 13    | 0     |
| Olimpia Honduras | 2017/18       | 15    | 2     | 0             | 0             | 2                  | 1                  | 17    | 3     |
| Olimpia Honduras | 2018/19       | 9     | 0     | 0             | 0             | 0                  | 0                  | 9     | 0     |
| Olimpia Honduras | Total         | 36    | 2     | 0             | 0             | 3                  | 1                  | 39    | 3     |
| Vida Honduras    | 2018/19       | 16    | 4     | 0             | 0             | 0                  | 0                  | 16    | 4     |
| Vida Honduras    | 2019/20       | 18    | 1     | 0             | 0             | 0                  | 0                  | 18    | 1     |
| Vida Honduras    | Total         | 34    | 5     | 0             | 0             | 0                  | 0                  | 34    | 5     |
| Total carrera    | Total carrera | 167   | 15    | 0             | 0             | 3                  | 1                  | 170   | 16    |

Fuente

## Palmarés

### Campeonatos internacionales
| Título               | Club                  | Lugar            | Año  |
| -------------------- | --------------------- | ---------------- | ---- |
| Copa Centroamericana | Selección de Honduras | Ciudad de Panamá | 2017 |
| Liga Concacaf        | Olimpia               | San José         | 2017 |

## Vida privada
Era íntimo amigo del también futbolista Arnold Peralta, a quien acompañaba el día de su asesinato.